# Вејлон Смитерс
Вејлон Смитерс Јр. (енгл. Waylon J. Smithers, Jr.), познат само као Смитерс, је измишљени лик из анимиране серије Симпсонови коме глас позајмљује Хари Ширер. Запослен је у Спрингфилдској нуклеарној електрани као лични асистент Монтгомери Бернса, који се према њему односи као према робу. Вејлон Смитерс Јр.
је син Вејлон Смитерс Ср., иначе бившег радника електране који је преминио од тровања радиоактивним супстанцама у покушају да спасе електрану од експлозије. Вејлон је приказан као стереотип обичног геј мушкарца.